# Raffaella... Senzarespiro
Raffaella... Senzarespiro è il terzo album della cantante Raffaella Carrà, pubblicato e distribuito nel 1972 dall'etichetta discografica RCA.

## Descrizione
Il disco, un falso album dal vivo ricreato in studio seguendo la scaletta del suo primo tour ( Senzarespiro), è anticipato di un mese dall'unico singolo prodotto inizialmente: Tuca tuca, si/Accidenti a quella sera, che lancia una nuova versione del celebre ballo dell'anno precedente, intitolata appunto Tuca tuca, si.
La prima pagina di copertina ritrae Raffaella in un passo di danza come intenta a ricreare un'atmosfera "live", l'ultima è costruita con una sequenza di scatti che mostrano i passi del nuovo "Tuca tuca". Foto Ferri. In qualche edizione o ristampa le due copertine sono state scambiate.
L'album è stato ristampato senza alcuna rimasterizzazione su CD nel 2002 (RCA 74321910052) e distribuito in tutta Europa.
Le durate delle canzoni, pubblicate solo nell'edizione su CD, sono assenti su tutti gli altri supporti, tranne il singolo.
È stato ristampato in Vinile Rosso nel 2022 per il 50º anniversario, raggiungendo la 7ª posizione della classifica dei vinili.

## I brani
Per dettagli sugli altri brani fare click sul titolo corrispondente nella sezione Tracce.
- Ma che sera
Canzone da non confondere con il famoso programma televisivo di Raffaella di egual titolo, andato in onda 6 anni dopo.
Nel 1974 è stata scelta come lato B per il singolo Felicità tà tà/Ma che sera, ma sostituita nella successiva ristampa del 45 giri con il brano Il guerriero.
Una versione studio si trova nell'album Milleluci del 1974. Il brano è una cover del brano Stagger Lee di Wilson Pickett.
- Where Did Our Love Go
Cover in inglese del singolo grande successo per il gruppo musicale statunitense The Supremes, pubblicato nel giugno del 1964 e inserito un mese dopo nell'omonimo album.
- Harraff brano strumentale, qualche volta reca il punto esclamativo in fondo al titolo.
- Presentazione orchestra
Raffaella presenta alcuni componenti dell'orchestra di Paolo Ormi, che chiude accennando un riff per il ballerino Leonardo Forte. Seguito da quelli per Carmelo Anastasi, Enzo Paolo Turchi e Gino Landi (coreografo dello show virtuale), nella realtà tutti collaboratori della Carrà in altre trasmissioni televisive.
- Sensazionale altro pezzo quasi completamente strumentale.
- Fantasia
É un medley di sigle e altri pezzi famosi di Raffaella, cantati fino a quel momento.
In sequenza Ma che musica maestro, Perdono, non lo faccio più, Tuca tuca, Borriquito e Chissà se va.
- She's Looking Good
Singolo di successo in America nel 1967 per il suo stesso autore Rodger Collins.[3]
Una versione studio, sempre cantata in inglese da Raffaella, si trova nell'album Milleluci del 1974.

## Tracce
Edizioni musicali RCA se non indicato altrimenti.
Lato A
1. Ma che sera – 3:44 (Gianni Boncompagni)
2. Where Did Our Love Go – 3:20 (Herbert Dozier, Brian & Eddie Holland; edizioni musicali Ri-Fi)
3. Harraff (strumentale) – 2:29 (musica: Paolo Ormi)
4. Presentazione orchestra – 7:20 (testo: Gianni Boncompagni – musica: Paolo Ormi)
5. Sensazionale – 4:53 (Gianni Boncompagni)

Lato B
1. Accidenti a quella sera – 3:58 (Gianni Boncompagni)
2. Fantasia (medley) – 8:41 (testo: AA.VV. – musica: Paolo Ormi)
3. Tuca tuca, si – 2:37 (testo: Gianni Boncompagni – musica: Franco Pisano)
4. She's Lookin' Good – 5:20 (Rodger Collins; edizioni musicali Palace)